# Odprto prvenstvo ZDA 2006
Odprto prvenstvo ZDA 2006 je teniški turnir za Grand Slam, ki je med 28. avgustom in 10. septembrom 2006 potekal v New Yorku.

## Moški posamično
Roger Federer :  Andy Roddick  6-2 4-6 7-5 6-1

## Ženske posamično
Marija Šarapova :  Justine Henin-Hardenne 6-4 6-4

## Moške dvojice
Martin Damm/ Leander Paes  :  Jonas Björkman/ Maks Mirni   6-7(5-7) 6-4 6-3

## Ženske dvojice
Nathalie Dechy/ Vera Igorjevna Zvonarjova :  Dinara Safina/ Katarina Srebotnik 7-6(5) 7-5

## Mešane dvojice
Bob Bryan/ Martina Navratilova  :  Martin Damm/ Kveta Peschke   6-2 6-3